# Lindackeria
Lindackeria is een geslacht uit de familie Achariaceae. De soorten uit het geslacht komen voor in Zuidoost-Mexico, delen van Centraal-Amerika, tropisch Zuid-Amerika en tropisch Afrika.

## Soorten
- Lindackeria bukobensis Gilg
- Lindackeria cuneatoacuminata (De Wild.) Gilg
- Lindackeria dentata (Oliv.) Gilg
- Lindackeria fragrans (Gilg) Gilg
- Lindackeria latifolia Benth.
- Lindackeria laurina C.Presl
- Lindackeria ngounyensis Pellegr.
- Lindackeria nitida Killip & R.E.Schult.
- Lindackeria ovata (Benth.) Gilg
- Lindackeria paludosa (Benth.) Gilg
- Lindackeria paraensis Kuhlm.
- Lindackeria pauciflora Benth.
- Lindackeria poggei (Gürke) Gilg
- Lindackeria schweinfurthii Gilg
- Lindackeria stipulata (Oliv.) Milne-Redh. & Sleumer
- Lindackeria vageleri Burret